# Ekkehard Band
Ekkehard Band (* 11. Februar 1945 in Thalberg; † 8. März 2016) war ein deutscher SPD-Politiker. Vom 19. Dezember 2001 bis 20. November 2011 war er Bezirksbürgermeister des Berliner Bezirks Tempelhof-Schöneberg.

## Leben

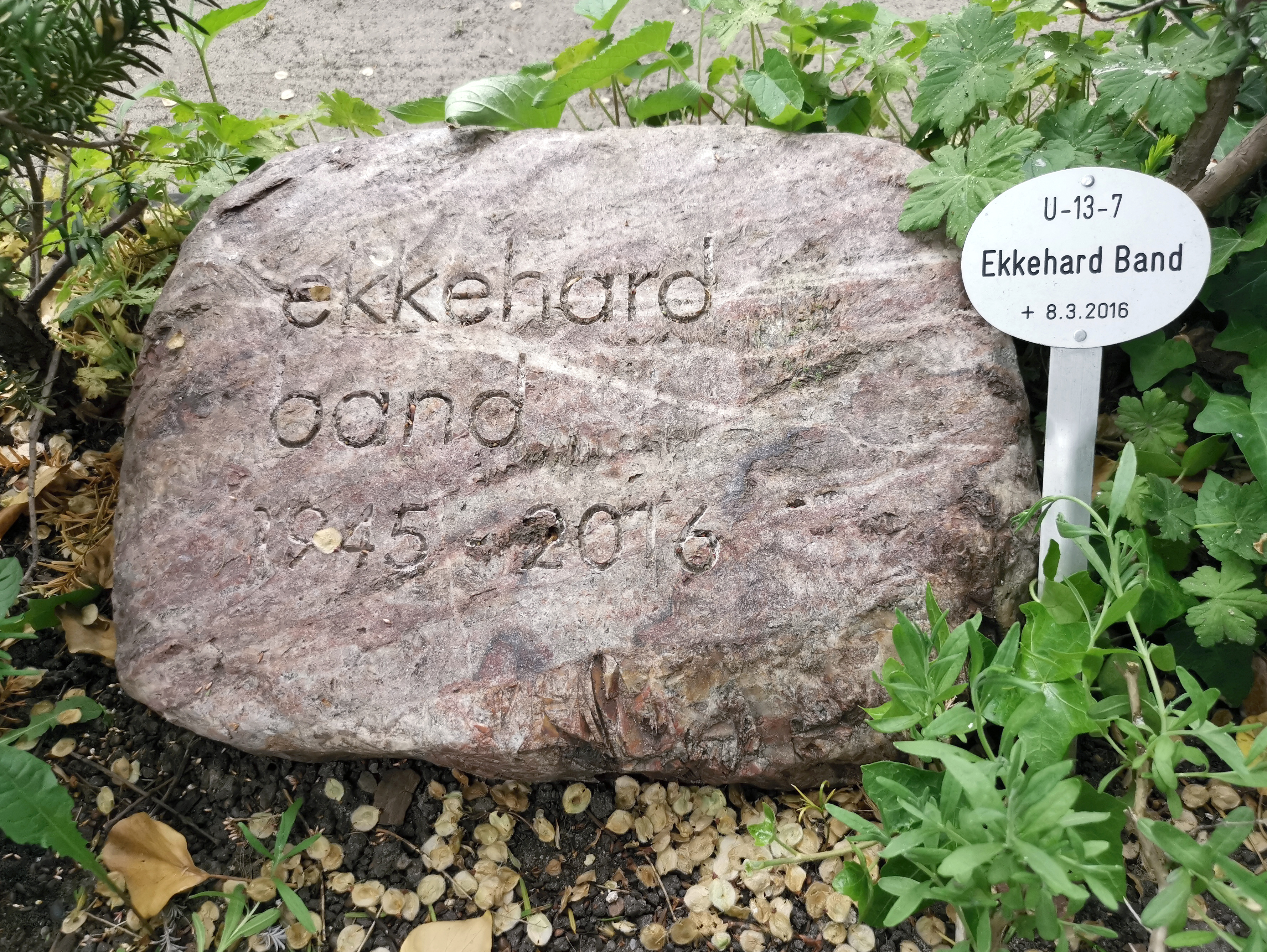
Grab auf dem Evangelischen Kirchhof Alt-Schöneberg in Berlin

Band war verheiratet und hatte zwei Kinder. Seinen beruflichen Werdegang begann er mit einer Ausbildung als Stadtinspektoranwärter beim Bezirksamt Zehlendorf von Berlin (1965 bis 1968). Nach einem Studium an der Verwaltungsakademie Berlin arbeitete Band als Regierungsdirektor beim Präsidenten des Abgeordnetenhauses von Berlin.
Seine letzte Ruhestätte fand Ekkehard Band auf dem Evangelischen Kirchhof Alt-Schöneberg in Berlin (Feld U-13-7).

## Politische Betätigung
Bereits im Januar 1967 trat Band in die SPD ein, wo er unter anderem von März 1990 bis März 2000 Kreisvorsitzender der SPD Tempelhof und Kreisdelegierter und Landesparteitagsdelegierter seiner Partei war. Darüber hinaus war er aktives Mitglied des Fachausschusses Wirtschaft der Berliner SPD.

## Mandate und öffentliche Ämter
Von März 1985 bis zum Jahr 1995 gehörte er der SPD-Fraktion in der Bezirksverordnetenversammlung im Bezirk Tempelhof an, deren Vorsitzender er von 1991 bis 1995 war.
Am 14. Dezember 1995 wurde er zum Bezirksstadtrat für Volksbildung und Wirtschaft in Tempelhof gewählt.
Im Rahmen der Bezirksfusion, die zum 1. Januar 2001 wirksam wurde, wählte die Bezirksverordnetenversammlung Band am 4. Oktober 2000 zum Stadtrat für Schule, Bildung und Kultur für den neugebildeten Bezirk Tempelhof-Schöneberg.
Nach den vorgezogenen Neuwahlen zum Abgeordnetenhaus und den Bezirksverordnetenversammlungen am 21. Oktober 2001 wurde Band am 19. Dezember 2001 zum Bezirksbürgermeister von Tempelhof-Schöneberg und Stadtrat für Personal, Finanzen, Wirtschaft und Bürgerdienste gewählt.
Im November 2006 wurde er als Bezirksbürgermeister wiedergewählt, übernahm jedoch nunmehr die Leitung der Abteilung Finanzen, Personal und Wirtschaftsberatung/-förderung.